# Super Inaba
Le Super Inaba (スーパーいなば, Sūpā Inaba) est un train japonais de type Limited Express exploité par la compagnie JR West, qui relie Okayama à Tottori. L'origine du nom du train lui vient du nom de l'ancienne région à l'est de Tottori.

## Parcours
Le train relie la gare d'Okayama et la gare de Tottori en empruntant plusieurs lignes : la ligne Sanyō, la ligne Inbi et la ligne Chizu Express Chizu. Il traverse les préfectures d'Okayama, Hyogo et Tottori sur une longueur de 141,8 km.

## Gares desservies
| Nom des gares |
| ------------- |
| Okayama       |
| Kamigōri      |
| Sayo          |
| Ōhara         |
| Chizu         |
| Kōge          |
| Tottori       |

À noter que durant le festival Nagashibina, la gare de Mochigase peut être desservie par ce train.

## Matériel roulant
Les autorails de la série KiHa 187 sont utilisés pour effectuer le service.

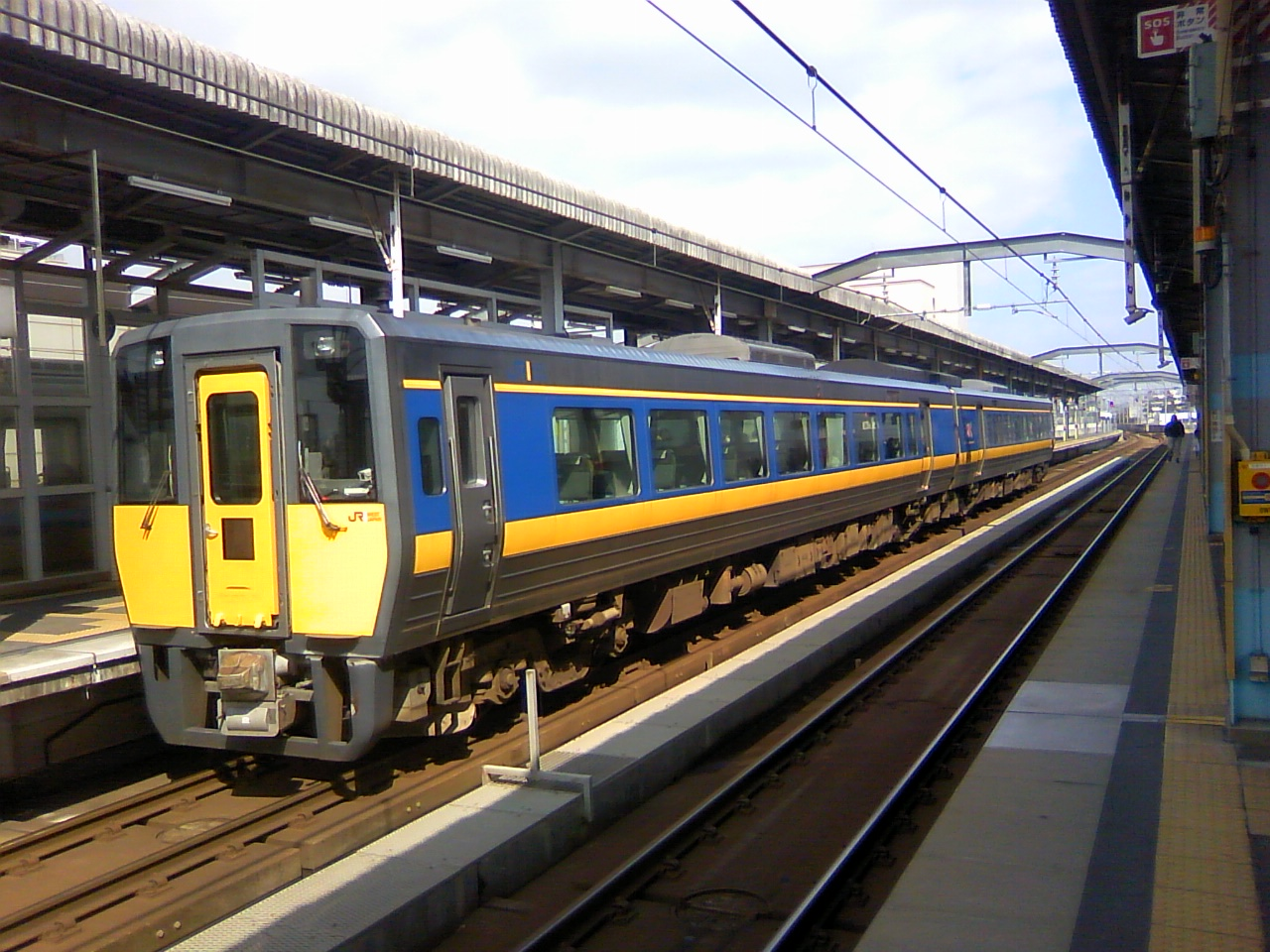
JR série KiHa 187
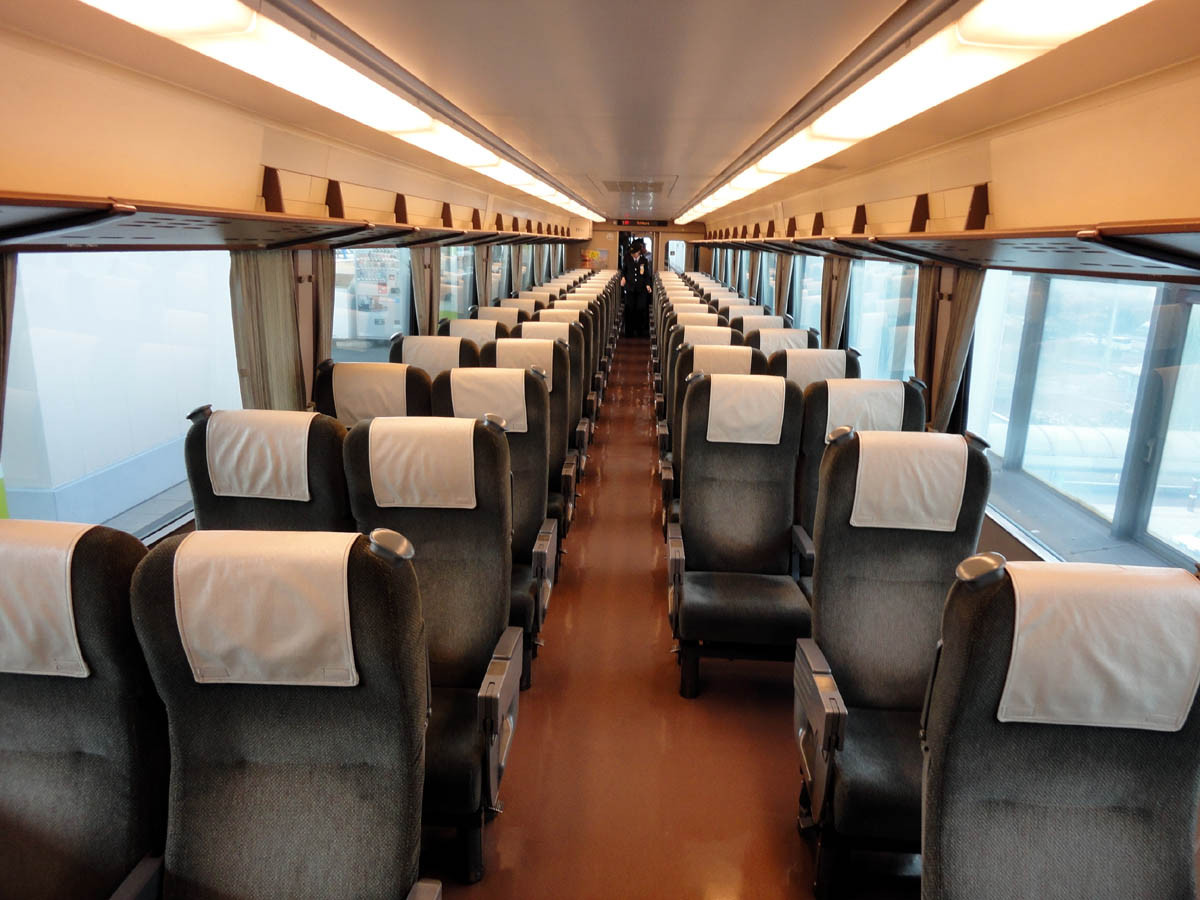
Intérieur des voitures